# Mimulus (kreeftachtigen)
Mimulus is een geslacht van kreeftachtigen uit de klasse van de Malacostraca (hogere kreeftachtigen).